# Kommunikativ språkundervisning
Kommunikativ språkundervisning (KSU) (en: Communicative language teaching) är ett perspektiv på språkundervisning som understryker vikten av interaktion, både som medel och mål. Detta kan kontrasteras mot andra perspektiv som ofta understrukit grammatisk kompetens.
Inspirationen till perspektivet var huvudsakligen Noam Chomskys lingvistiska teorier på 1960-talet. Den utvecklades som en riktig metod på 1970-talet av lingvisterna Michael Halliday och Dell Hymes.
Lärare som använder en KSU-metod baserar klassrumsaktiviteter på vad de tror kommer att vara mest effektivt för att utveckla elevernas kommunikativa förmåga. Detta innebär i praktiken mestadels muntliga övningar, till exempel genom rollspel, intervjuer och grupparbeten.
KSU är inte allmänt accepterat och har bland annat kritiserats för att det skapar kunskapsluckor hos eleverna (exempelvis vad gäller grammatik) och för att det saknas en vedertagen definition av kommunikativ kompetens.